# فیلم خواهیم ساخت
فیلمی خواهیم ساخت (بنگالی: আমরা একটা সিনেমা বানাবো) (که در ایالات متحده با عنوان انگلیسی بی‌گناهی شناخته می‌شود) یک فیلم درام سیاه‌وسفید به زبان بنگالی محصول ۲۰۱۹ سینمای بنگلادش به نویسندگی و کارگردانی اشرف شیشیر است. با مدت زمان بیش از ۲۱ ساعت، این فیلم طولانی‌ترین فیلم غیرتجربی ساخته شده در دنیا است.
این فیلم در ۱۶ مه ۲۰۱۹ در مقابل هیئت سانسور اکران شد و در ۱۹ مه گواهی سانسور را از هیئت سانسور فیلم بنگلادش دریافت کرد. در آرشیو فیلم بنگلادش بایگانی شده‌است. در ۲۰ دسامبر ۲۰۱۹ در بنگلادش منتشر شد.

## خلاصه داستان
داستانی از عشق، رؤیاها، سیاست، انقلاب و پیامدهای جنگ در یکی از فقیرترین کشورهای در حال توسعه، جایی که چند نفر شروع به مبارزه با همه مشکلات از طریق فیلمسازی کردند.

## تولید
فیلمبرداری اصلی در ژانویه سال ۲۰۰۹ در روستای روپور ایشواردی اوپازیلا در ناحیه پابنا آغاز شد. کل فیلم در ایشوردی و روستاهای مجاور اطراف رود پادما و پل هاردینگ فیلمبرداری شد. فیلمبرداری این فیلم طی ۱۷۶ روز تصویربرداری طی ۹ سال به پایان رسید و ۴٫۰۰۰ بازیگر در این فیلم حضور داشتند.